# Parque nacional de Mikumi
El Parque nacional de Mikumi (en suajili: Hifadhi ya Mikumi) es un espacio protegido en Mikumi, cerca de Morogoro, Tanzania. El parque fue establecido en 1964, actualmente tiene una superficie de 3.230 kilómetros cuadrados y es el cuarto más grande en el país. El parque es atravesado por la autopista de Tanzania conocida como A-7.
El Mikumi limita al sur con la reserva de caza Selous, las dos áreas forman un ecosistema único. Otras dos áreas naturales que bordean el parque nacional son las montañas de Udzungwa  y las montañas Uluguru.